# Graphiurus crassicaudatus
Graphiurus crassicaudatus је врста глодара из породице пухова (Gliridae).

## Распрострањење
Ареал врсте Graphiurus crassicaudatus обухвата већи број држава.
Врста је присутна у Нигерији, Камеруну, Републици Конго, Обали Слоноваче, Гани, Либерији, Тогу. Присуство је непотврђено у Бенину, Сијера Леонеу и Екваторијалној Гвинеји.

## Станиште
Станиште врсте су шуме.

## Угроженост
Подаци о распрострањености ове врсте су недовољни.